# Villaggio allungato
Il villaggio allungato o villaggio-strada è una delle forme tipiche degli insediamenti agricoli che caratterizzarono le campagne dell'Europa medievale, assieme al villaggio circolare (rundling). 
Questa forma si sviluppa a partire da una strada che attraversa l'abitato, sulla quale si potrà in seguito formare una piazza. Intorno al villaggio, a seconda delle caratteristiche climatiche, si sviluppavano campi coltivati secondo la stagione e boschi comuni.